# Дискография Анны Асти
Дискография российской певицы Анны Асти включает в себя три студийных альбома и двенадцать синглов.
В конце 2021 года Асти объявила о начале сольной карьеры. 14 января 2022 года она выпустила дебютный сингл «Феникс», который достиг 15 места в чарте Russia Songs журнала Billboard. В апреле 2022 года певица выпустила совместный трек с Филиппом Киркоровым — «Хобби». 3 июня 2022 года был выпущен трек «По барам» и открыт предзаказ на дебютный сольный альбом «Феникс». Релиз его состоялся 24 июня 2022 года. 21 октября вышел трек «Ночью на кухне», а 23 декабря — кавер на песню «Звенит январская вьюга» для фильма «Самоирония судьбы». По итогам года, Асти стала одной из самых популярных артисток в России на стриминговых платформах, альбом «Феникс» и сингл «По барам» также стали лидерами различных рейтингов. 28 апреля 2023 года вышел сингл «Верю в тебя». 14 июля — трек «Царица». 29 сентября состоялся релиз второго альбома «Царица». И трек, и альбом стали самыми популярными релизами года, благодаря чему Асти вновь была названа самой популярной артисткой по мнению некоторых сервисов, включая «Яндекс Музыку». На публикующей чарты платформе TopHit певица заняла первое место в рейтинге All Media в России. В 2024 году певица выпустила сингл «Топит», который вошел в первую тройку чарта России, а также «Я хочу быть» в сотрудничестве с Игорем Крутым. 30 мая 2025 года состоялся релиз третьего студийного альбома «Высшие силы».

## Альбомы
| Название | Детали                                                                                 | Высшая позиция в чартах | Высшая позиция в чартах |
| Название | Детали                                                                                 | ЛАТ                     | ЛИТ                     |
| --- | -------------------------------------------------------------------------------------- | ----------------------- | ----------------------- |
| «Феникс» | - Выпущен: 24 июня 2022 - Лейбл: Fenix Music - Формат: цифровая загрузка, стриминг     | 45                      | 96                      |
| «Царица» | - Выпущен: 29 сентября 2023 - Лейбл: Fenix Music - Формат: цифровая загрузка, стриминг | 1                       | 4                       |
| «Высшие силы» | - Выпущен: 30 мая 2025 - Лейбл: Fenix Music - Формат: цифровая загрузка, стриминг      | *                       | —                       |
| Символ «—» означает, что альбом не попал в чарт или не выпускался в данной стране. Символ «*» означает, что чарт был неактивен в тот период. |                                                                                        |                         |                         |

## Синглы

### Как главный артист
| Название | Год  | Высшая позиция в чартах | Высшая позиция в чартах | Высшая позиция в чартах | Высшая позиция в чартах | Высшая позиция в чартах | Высшая позиция в чартах | Высшая позиция в чартах | Высшая позиция в чартах | Высшая позиция в чартах | Высшая позиция в чартах | Альбом                  |
| Название | Год  | РОС Радио               | РОС Стрим.              | БЕЛ                     | СНГ                     | ЭСТ                     | КАЗ                     | ЛАТ                     | ЛИТ                     | ЛИТ Радио               | МОЛ                     | Альбом                  |
| --- | ---- | ----------------------- | ----------------------- | ----------------------- | ----------------------- | ----------------------- | ----------------------- | ----------------------- | ----------------------- | ----------------------- | ----------------------- | ----------------------- |
| «Феникс» | 2022 | 82                      | *                       | *                       | 85                      | *                       | *                       | 80                      | —                       | *                       | 119                     | «Феникс»                |
| «Хобби» (совместно с Филиппом Киркоровым)                                                                                                   | 2022 | 28                      | *                       | *                       | 41                      | *                       | *                       | *                       | —                       | *                       | 42                      | «Феникс»                |
| «По барам» | 2022 | 13                      | 42                      | 39                      | 20                      | *                       | 11                      | 276                     | —                       | 132                     | 4                       | «Феникс»                |
| «Ночью на кухне» | 2022 | 16                      | *                       | 33                      | 25                      | 87                      | 3                       | 9                       | —                       | 173                     | 1                       | «Царица»                |
| «Как любовь твою понять?» (совместно с Jony)                                                                                                | 2022 | 64                      | *                       | 172                     | 97                      | 63                      | *                       | 16                      | 49                      | *                       | 6                       | «Не ищите во мне жанры» |
| «Звенит январская вьюга» | 2022 | 66                      | *                       | *                       | 109                     | 71                      | *                       | 1                       | —                       | 2                       | —                       | без альбома             |
| «Верю в тебя» | 2023 | 46                      | *                       | 105                     | 60                      | 35                      | 50                      | —                       | —                       | 4                       | 274                     | «Царица»                |
| «Царица» | 2023 | 10                      | 13                      | 21                      | 19                      | 20                      | 1                       | 1                       | 3                       | 6                       | 1                       | «Царица»                |
| «Топит» | 2024 | 3                       | 21                      | 15                      | 7                       | 95                      | 3                       | 12                      | —                       | 5                       | 6                       | без альбома             |
| «Я хочу быть…» (совместно с Игорем Крутым)                                                                                                  | 2024 | 74                      | *                       | —                       | 144                     | —                       | —                       | 109                     | —                       | 4                       | —                       | «Игорь Крутой. 70»      |
| «Высшие силы» | 2025 | —                       | 10                      | —                       | —                       | —                       | 70                      | 46                      | —                       | 8                       | —                       | «Высшие силы»           |
| «Гроза» | 2025 | —                       | 14                      | —                       | —                       | —                       | —                       | 52                      | —                       | 4                       | —                       | «Высшие силы»           |
| Символ «—» означает, что сингл не попал в чарт или не выпускался в данной стране. Символ «*» означает, что чарт был неактивен в тот период. |      |                         |                         |                         |                         |                         |                         |                         |                         |                         |                         |                         |

### Как приглашённый артист
| Название                                                                          | Год  | Высшая позиция в чартах | Высшая позиция в чартах | Высшая позиция в чартах | Альбом          |
| Название                                                                          | Год  | РОС Радио               | УКР                     | СНГ                     | Альбом          |
| --------------------------------------------------------------------------------- | ---- | ----------------------- | ----------------------- | ----------------------- | --------------- |
| «Атом» (DJ Smash при участии Анны Асти)                                           | 2012 | —                       | —                       | —                       | «Новый мир»     |
| «Небо» (Джиган при участии Анны Асти)                                             | 2013 | —                       | 168                     | —                       | «Музыка. Жизнь» |
| «Зацелую» (DJ Noiz при участии Анны Асти)                                         | 2014 | —                       | —                       | —                       | без альбома     |
| «Мой мир» (Джиган при участии Анны Асти)                                          | 2015 | —                       | —                       | —                       | «Твой выбор»    |
| «Всё будет хорошо» (Джиган при участии Анны Асти)                                 | 2016 | 182                     | —                       | 176                     | «Джига»         |
| «Отпусти» (Black Bros. при участии Анны Асти)                                     | 2016 | —                       | —                       | —                       | «12»            |
| Символ «—» означает, что сингл не попал в чарт или не выпускался в данной стране. |      |                         |                         |                         |                 |

## Другие песни, попавшие в чарты
| Название | Год  | Высшая позиция в чартах | Высшая позиция в чартах | Высшая позиция в чартах | Высшая позиция в чартах | Высшая позиция в чартах | Высшая позиция в чартах | Высшая позиция в чартах | Альбом        |
| Название | Год  | РОС Радио               | РОС Стрим.              | БЕЛ                     | СНГ                     | ЭСТ                     | КАЗ                     | МОЛ                     | Альбом        |
| --- | ---- | ----------------------- | ----------------------- | ----------------------- | ----------------------- | ----------------------- | ----------------------- | ----------------------- | ------------- |
| «Повело» | 2022 | 5                       | *                       | 12                      | 12                      | 97                      | 1                       | 21                      | «Феникс»      |
| «Дурак» | 2023 | 61                      | *                       | —                       | 95                      | 53                      | —                       | —                       | «Царица»      |
| «Преданный бывший» | 2025 | 24                      | 21                      | 110                     | 36                      | —                       | 7                       | —                       | «Высшие силы» |
| «Залечи» | 2025 | —                       | 81                      | —                       | —                       | —                       | —                       | —                       | «Высшие силы» |
| «Чтобы ты тоже» | 2025 | —                       | 48                      | —                       | —                       | —                       | —                       | —                       | «Высшие силы» |
| Символ «—» означает, что сингл не попал в чарт или не выпускался в данной стране. Символ «*» означает, что чарт был неактивен в тот период. |      |                         |                         |                         |                         |                         |                         |                         |               |

## Музыкальные видео
| Название                                                     | Год  | Режиссёр         | Ист.   |
| ------------------------------------------------------------ | ---- | ---------------- | ------ |
| «Небо» (видеоклип Джигана при участии Анны Асти)             | 2014 | Павел Худяков    |        |
| «Всё будет хорошо» (видеоклип Джигана при участии Анны Асти) | 2016 | Danny Kekspro    | [ 24 ] |
| «Расскажи мне» (видеоклип «Руки Вверх!»)                     | 2020 | Александр Игудин | [ 25 ] |
| «Феникс»                                                     | 2022 | Alexey Good      |        |
| «Хобби» (совместно с Филиппом Киркоровым)                    | 2022 | Alexey Good      | [ 26 ] |
| «По барам»                                                   | 2022 | Vasiliy Kozar    |        |
| «Как любовь твою понять?» (совместно с Jony)                 | 2022 | Alexey Good      |        |
| «Верю в тебя»                                                | 2023 | Alexey Good      |        |
| «Царица»                                                     | 2023 | Маша Жемчужина   |        |
| «Космически / Пообещай / Дурак»                              | 2023 | Маша Жемчужина   |        |